# Byrnes Mill
Byrnes Mill är en stad i Jefferson County i Missouri. Vid 2010 års folkräkning hade Byrnes Mill 2 781 invånare.